# Stazione di Bellvitge/Gornal

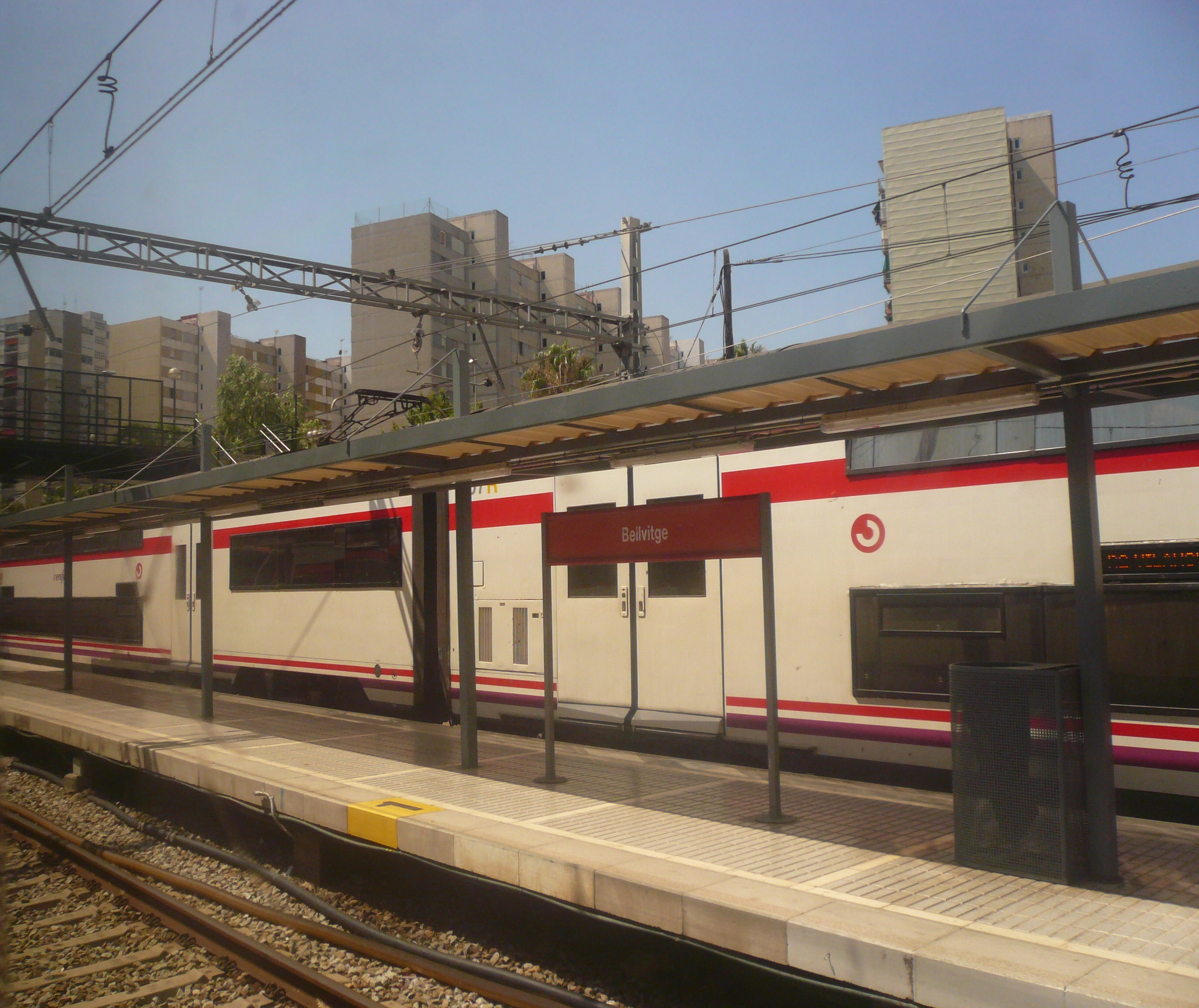
La stazione di Bellvitge

La stazione di Bellvitge/Gornal è un nodo di interscambio tra la stazione Gornal, servita dai treni della Linea 8 della metropolitana di Barcellona e delle linee S3, S4, S8, S9, R5, R50, R6 ed R60 della Linea Llobregat-Anoia, e la stazione di Bellvitge, servita dalle linee R2, R2 Nord, R2 Sud ed R15 operate da Rodalies de Catalunya.

## Storia
La stazione di Gornal fu inaugurata nel 1987 in seguito all'interramento della tratta tra Ildefons Cerdà e Sant Josep.
La stazione di Bellvitge fu inaugurata  nel 1977 e dal 1983 vi fermano anche i treni diretti all'Aeroporto di Barcellona-El Prat anche se questa parte di linea ferroviaria è in esercizio dal 1887 quando fu aperta una diramazione tra il Pont del Llobregat e La Bordeta  per congiungere la linea di Vilanova con la linea di Vilafranca, evitando il percorso lungo la strada del Morrot. Nel XX secolo furono eseguiti i lavori di raddoppio dei binari.

## Accessi
- Avinguda de Carmen Amaya
- Avinguda de Vilanova
- Avinguda d'Amèrica